# HDAC2
L'istone deacetilasi 2 o HDAC2 è un enzima che nell'uomo è codificato dal gene HDAC2.

## Funzione
Questo gene appartiene alla famiglia degli istoni deacetilasi. L'istone deacetilasi agisce tramite la formazione di grandi complessi multiproteici ed è responsabile della deacetilazione dei residui di lisina sulla regione N-terminale di istoni (H2A, H2B, H3 e H4). Questa proteina costituisce anche complessi trascrizionali repressori associandosi a molte proteine differenti. Così svolge un ruolo importante nella regolazione trascrizionale e nella progressione del ciclo cellulare.